# Bellevue (Pennsylvania)
Bellevue  è un comune (borough) degli Stati Uniti d'America, nella contea di Allegheny nello Stato della Pennsylvania. Secondo il censimento del 2010 la popolazione è di 8.370 abitanti. Vi si ritrova la Andrew Bayne Memorial Library.

## Società

### Evoluzione demografica
La composizione etnica vede una prevalenza della razza bianca (86,8%) seguita da quella afroamericana (8,9%).
| borough di Bellevue Popolazione |        |
| 1890                            | 1.418  |
| 1910                            | 6.323  |
| 1940                            | 10.488 |
| 2000                            | 8.770  |
| 2010                            | 8.370  |